# Robert Cohen (violoncel·lista)
Robert Cohen   (Londres, 15 de juny de 1959) és un violoncel·lista anglès.

## Adolescència i educació
Cohen va néixer a Londres fill del violinista Raymond Cohen i de la pianista Anthya Rael. Havent començat a tocar el violoncel als 5 anys, als 10 anys va ingressar a la "Purcell School for Young Musicians". També va començar estudis amb William Pleeth. Als 12 anys va debutar en concert al "Royal Festival Hall", on va interpretar el Concert en Si bemoll de Luigi Boccherini. El seu debut al recital de "Wigmore Hall" va seguir als 17 anys. El 1975 va començar els estudis a la "Guildhall School of Music and Drama", es va graduar amb un postgrau de Advanced Solo el 1977. Durant aquest període també va estudiar amb Jacqueline du Pré, André Navarra i Mstislav Rostropovich.

## Carrera
El 1976 va debutar a l'enregistrament amb el concert per a violoncel Elgar i lOrquestra Filharmònica de Londres, que va rebre un Disc de Plata per vendes de discos. El 1984 va comprar un violoncel Stradivarius, el Bonjour, que va conservar fins als anys noranta. Ha estat convidat a interpretar concerts dels directors Claudio Abbado, Antal Dorati, Sir Mark Elder, Mariss Jansons, Sir Charles Mackerras, Jerzy Maksymiuk, Kurt Masur, Riccardo Muti, Sir Roger Norrington, Tadaaki Otaka, Sir Simon Rattle, Stanisław Skrowaczewski, Michael Tilson Thomas i Osmo Vanska. Ha col·laborat notablement en música de cambra amb Yehudi Menuhin, Amadeus Quartet, Menahem Pressler, Leonidas Kavakos i Krystian Zimerman i amb el seu duo habitual pianista Heini Karkkainen.
Del 2000 al 2012 Cohen va ser professor d'estudis avançats en solitari al "Conservatori della Svizzera Italiana", Lugano. El 2010 es va convertir en professor a la Royal Academy of Music. Imparteix classes magistrals a nivell internacional i conferències sobre tècniques de preparació i interpretació musical. El 1989 es va convertir en director artístic del "Charleston Manor Festival". El festival final va tenir lloc l'estiu del 2012.
Cohen va ser el violoncel·lista del Quartet de Belles Arts des d'octubre de 2011 fins a gener de 2018. La compositora Sally Beamish va dedicat dues obres a Cohen, els concerts per a violoncel River (1997), inspirats en l'antologia homònima del 1983 de Ted Hughes i Song Gatherer (2009).
El 2000 va dirigir una sèrie a Les Six en el marc del "City of London Festival". El 2014 va crear el programa mensual en curs On That Note amb la ràdio pública de Milwaukee (NPR), que tracta de la vida d'un músic clàssic que treballa.

## Vida personal
Casat el 1987, Cohen viu amb la seva dona a Londres. Tenen quatre fills.

## Premis
- Premi Suggia per a solistes potencials - anualment 1967-1971.[13]
- Premi Piatigorsky, Tanglewood 1978.[5]
- Guanyador de Young Concert Artists, Nova York, 1978.[14]
- Guanyador de la Unesco International Competition, Txecoslovàquia, 1981.[15]
- Membre honorari de la Royal Academy of Music (Hon RAM) el 2009.[16]
- Premi Robert Helpmann, Austràlia 2005: interpretació dels 12 violoncels enfadats de Brett Dean.[17]